# Cá heo sông Ấn
Cá heo sông Ấn (danh pháp khoa học: Platanista minor) là một loài cá voi có răng trong họ Platanistidae. Đây là loài đặc hữu lưu vực sông Ấn ở Pakistan, với một phần nhỏ dân số còn sót lại ở sông Beas ở Ấn Độ. Cá heo này là loài cá voi bơi bên đầu tiên được phát hiện. Loài này phân bố đều đặn trong năm quần thể nhỏ, phụ, được ngăn cách bởi các đập thủy lợi.
Từ thập niên 1970 cho đến năm 1998, cá heo sông Hằng (Platanista gangetica) và cá heo sông Ấns được coi là những loài riêng biệt; tuy nhiên, vào năm 1998, phân loại của chúng đã được thay đổi từ hai loài riêng biệt thành phân loài của một loài duy nhất. Tuy nhiên, nhiều nghiên cứu gần đây cho thấy chúng là những loài khác biệt.